# Brigade de cavalerie Nowogrod

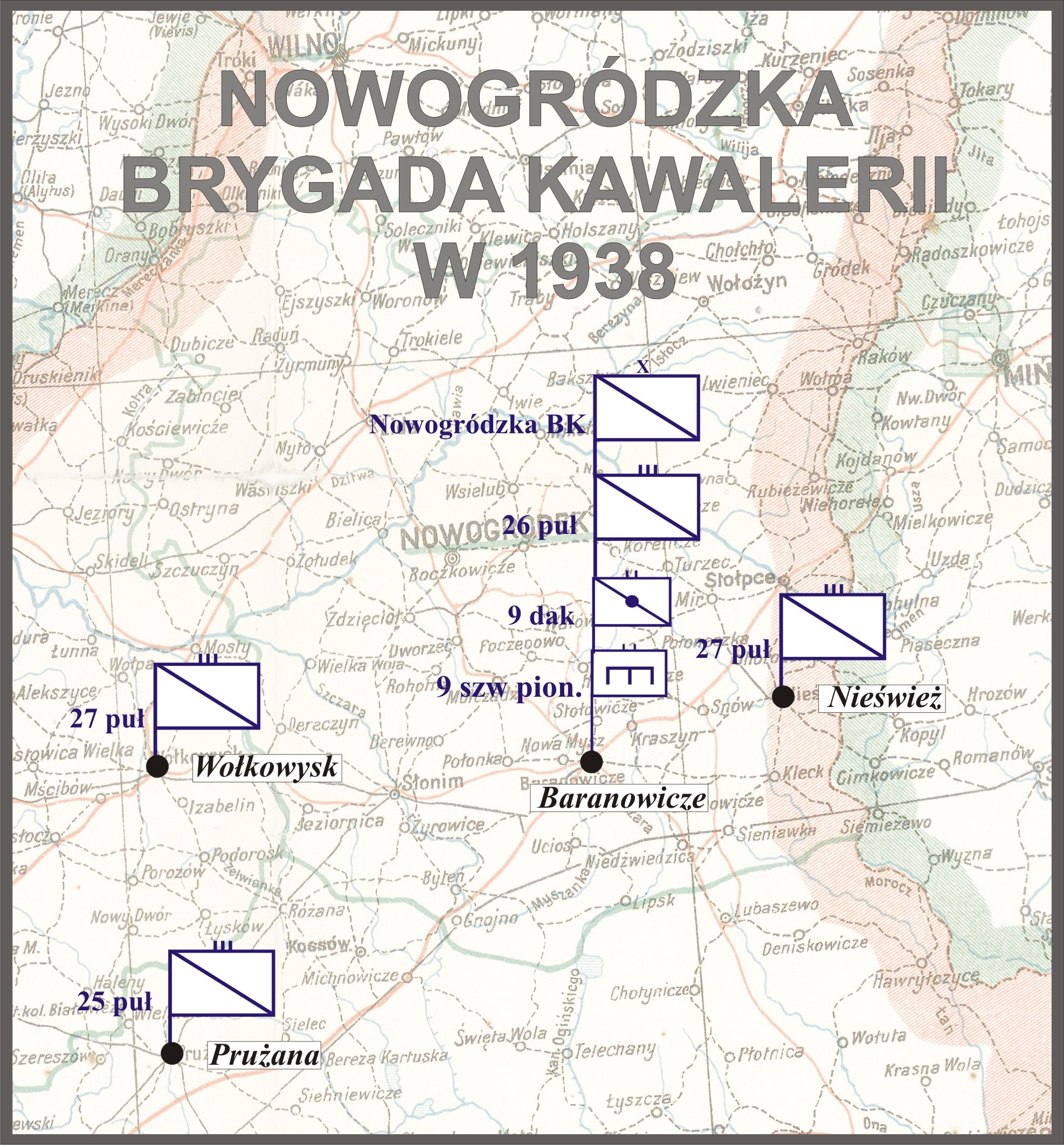
Nowogródzka BK w 1938

La brigade de cavalerie Nowogrod (Nowogródzka Brygada Kawalerii) est une des unités de combat montée polonaise durant la Seconde Guerre mondiale.

## Théâtres d'opérations
- 1er septembre au 6 octobre 1939 : Campagne de Pologne.

Le général de brigade Władysław Anders en prit le commandement jusqu'au 11 septembre 1939. La brigade participa à la seconde phase de la Bataille de Tomaszów Lubelski.